# Proceratophrys laticeps
Proceratophrys laticeps är en groddjursart som beskrevs av Eugenio Izecksohn och Peixoto 1981. Proceratophrys laticeps ingår i släktet Proceratophrys och familjen Cycloramphidae. IUCN kategoriserar arten globalt som livskraftig. Inga underarter finns listade i Catalogue of Life.